# Manuel Antonio Carreño
Manuel Antonio del Rosario Carreño Muñoz (Caracas, 17 de junio de 1812 - París, 4 de septiembre de 1874) fue un músico, pedagogo y diplomático venezolano.
Alcanzó durante su vida gran preponderancia en el ámbito de la diplomacia y la pedagogía. Fundó el prestigioso Colegio Roscio y tradujo al castellano obras como Catecismo razonado, histórico y dogmático del abate Thériou, y la Introducción al método para estudiar la lengua latina de Jean-Louis Burnouf. En 1853 publicó su Manual de Urbanidad y Buenas Maneras para jóvenes de ambos sexos, conocido como el «Manual de Carreño», escrito que enseña y adiestra al individuo en el manejo de las buenas costumbres, fundamental para la educación de decenas de generaciones.
Sirvió como Ministro de Relaciones Exteriores y Ministro de Hacienda de Venezuela. Tras su renuncia a este último, a causa de la Guerra Federal, sale del país, viviendo en Nueva York y luego en París, donde fallece.
Fue el padre de Teresa Carreño, aclamada pianista y compositora, que él mismo entrenó en las artes musicales, además de impulsarla en su carrera en el extranjero. Era casado con Clorinda García de Sena y Rodríguez del Toro prima hermana de María Teresa Rodríguez del Toro y Alaiza y de Francisco Rodríguez del Toro.

## Biografías

### Primeros años
Hijo del músico Cayetano Carreño Rodríguez (maestro de capilla de la catedral de Caracas) y María de Jesús Muñoz.
En su hogar él y sus hermanos obtuvieron una sólida formación cultural y musical, lo cual les permitiría destacar como excelentes ejecutantes y compositores. Desde joven Manuel Antonio mostró una gran vocación por la pedagogía, lo que lo llevaría a fundar el 1 de septiembre de 1841, el Colegio Roscio, que con el tiempo llegó a gozar de un gran renombre en Caracas. Fue sobrino de Simón Narciso Carreño Rodríguez, conocido como Simón Rodríguez, 

### Infancia
En 1853 publicó por entregas el Manual de urbanidad y buenas maneras para uso de la juventud de ambos sexos, obra que le valió un gran reconocimiento y fama. Este manual tuvo una gran repercusión a nivel mundial, hasta el punto de que fue una obra aprobada para la enseñanza en las escuelas de instrucción primaria de España. Así se establece que esta obra de 1853, venía utilizándose como texto desde el principio, no sólo en España sino en otros países de habla española. En la Real Orden, sin embargo, se establece que en las nuevas ediciones de esta obra, se debían suprimir las referencias al país para el que fueron escritas (Venezuela) y de esta forma adaptarlas a una población más universal. La importancia del libro estriba, precisamente, en el hecho de estar dirigido a jóvenes de ambos sexos en una época en la que la enseñanza estaba dirigida casi exclusivamente a los varones y a las clases más poderosas. En la obra abundan las normas morales y religiosas que tanta importancia tenían en el siglo XIX y que, evidentemente, ya han perdido en gran parte su vigencia por el largo tiempo transcurrido. En lo que se refiere a la urbanidad y buenas maneras, hay que acordar que, aunque parezca una exageración, este libro ejerció una enorme influencia en la sociedad culta venezolana durante varias generaciones y, aún hoy, resultan fácilmente identificables, algunas de dichas normas, para los extranjeros recién llegados al país, sobre todo de origen europeo. El texto completo de la obra puede consultarse en.
A finales de 1853, nació su hija María Teresa y desde entonces, Manuel Antonio Carreño se dedicó a su educación musical. Para ello escribió 500 ejercicios para piano, los cuales abarcaban todos los aspectos pedagógicos y técnicos para el aprendizaje del instrumento.
El 14 de marzo de 1855, el Congreso Nacional acordó la recomendación especial para el uso del Manual de buenas costumbres y modales, dos años después de que comenzara a emplearse como texto de educación primaria en España, como hemos visto. Y la importancia de esta obra se reafirma porque fue publicada y, por lo tanto, escrita, antes del nacimiento de su hija Teresa, lo que equivale a decir que consideraba a los dos sexos como iguales ante lo que debe ser una buena educación. Vale la pena señalar que el mundo no estaba preparado en esa época para unas ideas tan revolucionarias en  el aspecto social, como puede verse a través del análisis de la propia biografía de Teresa Carreño: en Venezuela se abolió la esclavitud poco después (con José Tadeo Monagas) y se le concedió el voto a la mujer a mediados del siglo XX, unos 100 años después de la edición del libro.
Como parte de su trabajo como educador, tradujo con la colaboración del doctor Manuel María Urbaneja, el Catecismo razonado, histórico y dogmático del abate Thériou, y la Introducción al método para estudiar la lengua latina de biburno. Desempeñó los cargos de Ministro de Relaciones Exteriores (mayo-agosto, 1861) y Ministro de Hacienda (1861-1862).

### Camino hacia Francia
Carreño fue ascendido de director de Crédito Público y Ministro de Hacienda,  el 26 de octubre de 1861. Pero tras el comienzo de la Guerra Federal decide renunciar al cargo y marcharse al exterior en busca de mejores condiciones para el desarrollo artístico de su hija. Abandonó el país el 23 de julio de 1862 junto a trece miembros de su familia y sirvientes. Su destino fue el noreste de los Estados Unidos, y los gastos fueron cubiertos por la abuela Gertrudis del Toro, y las entradas de la venta del manual. La abuela fue con ellos, pero no la hermana mayor de Teresa, Emilia, quien a los quince años insistió en quedarse en Caracas para casarse con su primo, Manuel Lorenzo Carreño. La familia finalmente se estableció en Nueva York, y el 25 de noviembre el talento nato de Teresa convertida en un prodigio del piano se convirtió en el sostén de la familia. Siendo una niña aún, realizó conciertos en la propia Casa Blanca en Washington. En los Estados Unidos viven unos años hasta que en 1866 parten a París.

### Influencias de su manual en manuales ingleses
El manual de Carreño posee una influencia de los manuales ingleses, lo que se evidencia en la alusión que Carreño hace en su obra a las cartas que Lord Chesterfield escribió a su hijo. Por su parte, el texto de Chesterfield, clásico manual de urbanidad inglés, también contó con varias ediciones hispanoamericanas.[cita requerida]